# Aleksei Sergeyevich Smirnov (cầu thủ bóng đá, sinh 1994)
Aleksei Sergeyevich Smirnov (tiếng Nga: Алексей Сергеевич Смирнов; sinh ngày 15 tháng 4 năm 1994) là một cầu thủ bóng đá người Nga hiện tại thi đấu cho FC Tekstilshchik Ivanovo.

## Sự nghiệp câu lạc bộ
Anh có màn ra mắt tại Giải bóng đá chuyên nghiệp quốc gia Nga cho FC Tekstilshchik Ivanovo vào ngày 27 tháng 9 năm 2013 trong trận đấu với FC Sever Murmansk.